# Isole Gotō
Le isole Gotō (五島列島?, Gotō rettō), sono un arcipelago appartenente al Giappone localizzato nel mar del Giappone, ad ovest dell'isola di Kyūshū. Il loro territorio ricade sotto l'amministrazione della Prefettura di Nagasaki.
L'arcipelago è costituito da circa 140 isole, le cui 5 principali sono:
Fukue (久賀島?, Fukuejima),
Hisaka (久賀島?, Hisakajima),
Naru (奈留島?, Narushima),
Wakamatsu (若松島?, Wakamatsujima)
Nakadori (中通島?, Nakadorijima).